# Południowo-wschodni region statystyczny
Wschodni region statystyczny (mac. Југоисточен регион) – jeden z ośmiu regionów statystycznych w Macedonii Północnej.
Powierzchnia regionu wynosi 2739 km², liczba ludności według spisu powszechnego z 2002 roku wynosiła 171 416 osób, zaś według szacunków w 2016 roku 173 545 osób.
Region południowo-wschodni graniczy z Grecją, Bułgarią, regionem wschodnim oraz wardarskim.

## Gminy w regionie
- Bogdanci
- Bosiłowo
- Wałandowo
- Wasiłewo
- Gewgelija
- Koncze
- Nowo Seło
- Radowisz
- Dojran
- Strumica